# Octavo día
Octavo día è una canzone di Shakira del 2000, sesta traccia del quarto album ¿Dónde están los ladrones? del 1998.

## Informazioni sul brano
Si tratta di una canzone che l'autrice ha dedicato a Dio: (così come la traccia How Do You Do dell'album Oral Fixation Vol. 2, 2005) nel testo si parla che, al momento dei primi 7 giorni, quando Dio creò l'universo - secondo un ipotetico punto di vista - lo fece per poter tornare rammaricato di essersi sbagliato e solo dopo essersi riposato il settimo giorno.
È un brano che suscitò alcune controversie: c'è infatti chi crede che la canzone sia una sorta di parodia della figura divina, (poiché nel brano la divinità, dopo aver visto il suo mondo in rovina e in balia di un "disordine infernale", decide di dimettersi dal suo lavoro e scendere sulla Terra come un uomo qualunque, "trovando più difficile essere un re senza corona che essere una persona normale") e addirittura chi definisce la canzone "satanica", mentre è invece una critica rivolta all'umanità che ha rinnegato Dio e si fa "manipolare da falsi idoli come pezzi degli scacchi", (Aquí abajo unos cuantos nos manejan como fijas de ajedrez) dicendo così "una verità che può vedere persino un cieco". 
Inoltre, vengono menzionati Bill Clinton e Michael Jackson, nonché la figura leggendaria di Tarzan, in una strofa dove la cantante sostiene che, se Dio se ne andasse su un altro pianeta non riuscendo né a trovare lavoro né a conversare con la gente, l'uomo sarebbe perduto e non gli resterebbe altro che adorare come dei tali personaggi. La strofa finale, dove dice: Pobre de Dios que no sale en revistas, no es modelo ni artista de familia real, è la definitiva mannaia della cantautrice verso l'umanità che ha rinnegato il suo stesso creatore, sostenendo che forse, se Dio fosse uno di quei modelli o artisti, l'uomo ricomincerebbe a venerarlo.